# Sa Cova de Dalt
Sa cova de Dalt és una cova situada al terme de Tàrbena, a la Marina Baixa, a l'extrem occidental de Sa Solana de Bijauca, concretament en una paret del tossal Vaquer.
El 1968, durant les II Jornades Espeleològiques de la Regió de València, s'hi va efectuar una intervenció arqueològica, dirigida per I. Sarrión Motañana. Van efectuar una prospecció en la part més fosca de la cova, al costat de l'estalactita gran. Dels materials recuperats, destaca un fragment maxil·lar humà, amb tosca a les dents; abundant ceràmica, molta de l'anomenada cardial. Restes animals: cabres, conills, raboses, cérvol i linx. A més de material lític i d'ossam.
En el 1995, José Antonio López Mira i Francisco A. Molina Mas, efectuaren una excavació d'urgència, ja que el jaciment estava sent espoliat. Van recuperar abundant material arqueològic, entre el qual destaca la ceràmica cardial i una peça decorada amb la impressió d'una estora en espiral; dues puntes de fletxa, una amb pèndol i aletes, l'altra romboïdal; diverses restes humanes, així com abundant material lític
De les dues intervencions, es desprèn que fou habitada durant el Neolític antic, V mil·lenni aC. Les dues puntes de fletxa, segons López Mira i Molina Mas, demostren que durant l'Eneolític, III mil·lenni aC, també hi hagué ocupació humana.